# Philippe Louis Voltz
Pour les articles homonymes, voir Voltz.
Philippe Louis Voltz (15 août 1785 à Strasbourg - 30 mars 1840 à Paris) est un ingénieur minier français, métallurgiste, géologue et collectionneur de fossiles.

## Biographie
Il est le fils de David Voltz, cafetier-limonadier à Strasbourg, et d'Élisabeth Vogt. Il est élevé dans la religion protestante. 
Voltz a étudié dès 1803 à l'École polytechnique puis en 1805 à l'École des Mines à Paris. Il est entré dans l'administration minière française, d'abord en Belgique, puis à la frontière du Rhin (Alsace, Vosges, Moselle, entre autres).
Il a travaillé intensivement sur la technologie du haut fourneau. Il a ensuite étudié en Angleterre et en Allemagne, spécialement sur les régénérateurs de haut fourneau connus en France. 
En 1831, il est décoré de la Légion d'honneur et en 1833 il est nommé ingénieur de première classe.
Il réorganise la collection d'histoire naturelle de l'Académie à Strasbourg et a rassemblé une grande collection de fossiles principalement de plantes des Vosges qui portent son nom Voltza. Ses travaux ont été poursuivis par ses étudiants comme Wilhelm Philipp Schimper, qui, en 1844, a publié avec A. Mougeot une monographie sur la plante du Trias, restes de Voltziensandsteins. 
Il a ensuite étudié les sources minérales en Alsace.
D'importants travaux sont restés inachevés en minéralogie et en cristallographie et la carte géologique de l'Alsace est restée en projet.
Il a aidé Armand Dufrénoy (1792-1857) dans l'organisation de la collection paléontologique de l'École des Mines de Paris.

## Honneurs
En 1833, il est devenu membre de l'Académie allemande des sciences Léopoldina.
Le genre végétal fossile   Voltzia  a été nommé à partir de son nom par Adolphe Brongniart en 1828.

## Écrits
- Avis sur le grès bigarré de la grande carrière de Soultz-les-Bains. Avec observations de M. Schimper . Mémoires de la Société du Muséum d'Histoire Naturelle de Strasbourg ' 'In 2, Strasbourg / Paris 1835, pp 1-14.
- « Note sur le grès coloré de la grande carrière de bain Sultz. Avec des remarques de W. P. Schimper ». In « 1838, pp 338-342 « Nouvel Annuaire de la minéralogie, la géologie, et la paléontologie. »